# Stochastika
Stochastika je matematický obor, který se zabývá zkoumáním a modelováním náhodných jevů. Jedná se o souhrnný název pro teorii pravděpodobnosti a matematickou statistiku. Na stochastice pak staví další obory aplikované matematiky, jako je např. ekonometrie nebo pojišťovnictví.
Stochastický (z řec. stochastiké techné, umění uhádnout, trefit se) znamená náhodný, nahodilý. Protikladem je deterministický.
Slovo stochastický se v angličtině původně používalo jako přídavné jméno s definicí „vztahující se k domýšlení“ a pochází z řeckého slova znamenajícího „mířit na cíl, hádat“. První výskyt v angličtině je uváděna polovina 17. století.

## Stochastické jevy
Klasický příklad stochastického jevu je házení hrací kostkou nebo mincí, protože výsledek se nedá jednotlivě předvídat, nicméně velké množství takových jevů se dá zkoumat statisticky, co do pravděpodobnosti výsledků. Takové čistě náhodné jevy se užívají v různých hrách, například v loterii a sázkách. Na předpokladu nahodilosti je založeno pojišťovnictví a pojistná matematika.

## Stochastické jevy ve vědách
Stochastické čili náhodné jevy hrají velkou roli například v termodynamice, v atomové fyzice, v meteorologii, ale také v biologických a lékařských vědách. Průběh jednotlivého onemocnění závisí jak na známých a předvídatelných příčinách, tak na neznámých či náhodných okolnostech. Podobně je tomu ve společenských vědách. Například preference voličů nebo zákazníků v obchodě nejsou sice z hlediska jednajících jednotlivců nahodilé, jejich důvody se však nedají spolehlivě zjišťovat. Pokud se však zkoumají jako hromadné jevy, dá se pravděpodobnost jednotlivých voleb či rozhodnutí poměrně přesně zjistit.
Stochastickými jevy se zabývá teorie pravděpodobnosti a matematická statistika. Také v informatice se využívají stochastické algoritmy a metody, například metoda Monte Carlo.
Od roku 2001 je vydáván oborový časopis Stochastika a dynamika.

## Stochastický terorismus
V médiích se občas používá termín „stochastický terorismus“, který představuje nahodilé, nepředvídatelné teroristické činy jednotlivců, jednajících z popudu na základě nějakého názoru nebo ideologie. Šíření stochastického terorismu přitom může být zákonné, pokud se šiřitel vyjadřuje dostatečně obecně nebo vágně a bude se moci schovat za tzv. výhodu pochybnosti. Šiřitel stochastického terorismu, v případě, že někdo jeho myšlenky uskuteční, v konečném důsledku není právně zodpovědný za činy jiné osoby.
Mediálně známým příkladem je krajně pravicový bývalý komentátor Fox News, Bill O'Reilley, který opakovaně (28×) ve svém pořadu démonizoval doktora George Tillera, který mj. vykonával potraty. O'Reillyho slovní výstupy proti Tillerovi (Tiller, the baby killer) koincidovaly s nahodilým násilím vůči jeho klinice. V roce 2009 byl Tiller zastřelen protipotratovým fanatikem, Scottem Roederem.